# Шенер Шен
Шенѐр Шен (на турски: Şener Şen) е турски филмов и театрален актьор. Син е на известния турския киноартист Али Шен (1918 – 1989). Започва актьорската си кариера на 26-годишна възраст с участие във филма „Sözde Kızlar“ през 1967 г. До края на 2009 г. се е снимал общо в 66 филма. В България е познат с главната мъжка роля на Баран от филма „Бандитът“.

## Избрана филмография
- „Zügürt Aga“, 1996
- „Бандитът“ („Eşkıya“, 1996)
- „Побойникът“ („Kabadayı“, 2007)
- „Ловен сезон“ („Av Mevsimi“, 2010)

## Награди
- Трикратен носител на наградата на турския филмов фестивал Златният портокал на Анталия за най-добър актьор за 1978, 1987 и 2005 г.
- Носител на наградата за най-добър актьор на филмовия фестивал във Валенсия, Испания през 1997 г.